# Głowienka (zwyczajna)
Głowienka zwyczajna, głowienka, kaczka rdzawogłowa, kaczka czerwonoszyja, kaczka kasztanowata (Aythya ferina) – gatunek średniej wielkości ptaka wodnego z rodziny kaczkowatych (Anatidae). Nie wyróżnia się podgatunków.

## Występowanie
Zamieszkuje środkowe szerokości geograficzne Eurazji – od Wysp Brytyjskich i Europy Zachodniej przez Europę Środkową i Wschodnią, pas w środkowej Azji po Mandżurię i północną Japonię. Izolowana populacja w Azji Mniejszej. Południowe i nadatlantyckie populacje osiadłe (czasem koczujące), północne wędrowne. Przeloty w marcu – kwietniu i sierpniu – listopadzie. Zimuje w basenie Morza Śródziemnego, na Bliskim Wschodzie, w subsaharyjskiej Afryce i Azji Południowej oraz na Dalekim Wschodzie, również na południu i południowym zachodzie Europy Środkowej. Sporadycznie zalatuje na Hawaje, Filipiny, Guam, Wyspy Owcze, Azory, Wyspy Kanaryjskie i Wyspy Zielonego Przylądka. Od XIX wieku w Środkowej i Zachodniej Europie zaczęła rozprzestrzeniać się na północ i zachód. Dotarła nawet do Islandii, jednak jest tam skrajnie nieliczna.
W Polsce spotykana na całym niżu oprócz gór i dużych kompleksów leśnych i jest obecnie nielicznym ptakiem lęgowym. Jej populacje: lęgowa i zimująca w ostatnich dekadach szybko się kurczą.

## Charakterystyka

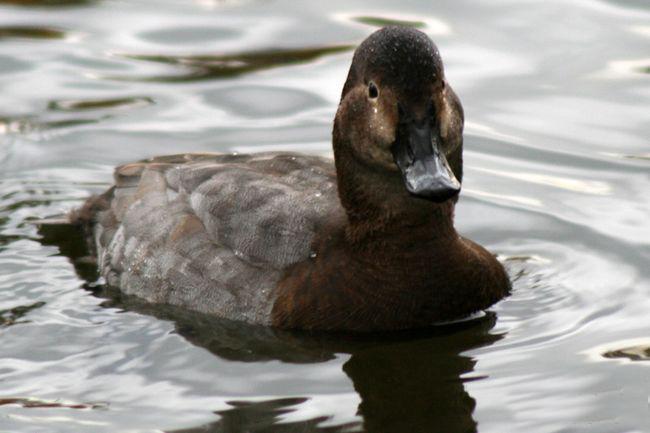
Samica głowienki w szacie spoczynkowej

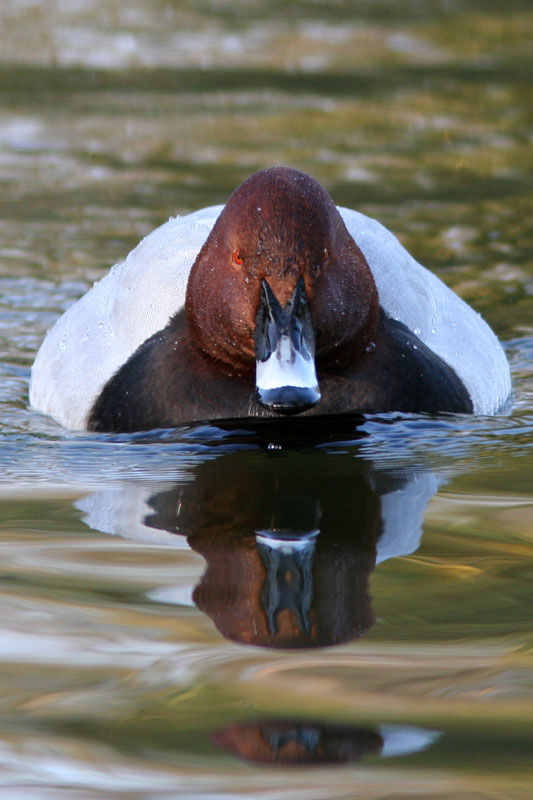
Kaczor głowienki z bliska

Cechy gatunkuGłowienka to kaczka nurkująca – grążyca o specyficznej krępej sylwetce. Samiec w szacie godowej ma głowę i górę szyi rdzawokasztanowe, dół szyi i pierś oraz podogonie i dolne pióra ogona czarne. Wierzch i boki szare z drobnym ciemniejszym poprzecznym prążkowaniem, brzuch biały. Samica, niepozorna wobec samca, ogólnie brązowa, wierzch i boki jaśniejsze, tył ciała szarobrązowy, a brzuch biały. Wokół oczu i dzioba znajduje się przejaśnienie. W upierzeniu spoczynkowym kaczor staje się podobny do samicy, ale ma lekko rudawy odcień, pierś i kuper szarobrązowe. Osobniki młodociane i samce w upierzeniu spoczynkowym podobne do samicy. Gdy pływa, głęboko zanurza się w wodzie. Samicę w locie rozpoznaje się po barwie piór podogonowych. Do lotu wzbija się poprzez rozbieg na wodzie. Głowienki po lęgach trzymają się w niewielkich stadach lub mieszanych z czernicą.
W porównaniu z innymi kaczkami głowienka ma duże i płaskie czoło. Jest niewiele większa od czernicy, ale mniejsza od krzyżówki. Dziób szaroniebieski, czarny na końcu i u nasady, podczas gdy u podgorzałki jest jednobarwny.
PierzenieGdy skończą się lęgi, głowienki szukają miejsca do pierzenia, gdzie zmieniają pióra okrywowe i lotki. Samce na pierzenie przylatują już w czerwcu, a samice dopiero po wychowaniu młodych. Zamiana piór trwa 3–4 tygodnie i wtedy są niezdolne do lotu. Istotne jest zatem, by miało to miejsce na jeziorach zacisznych i bogatych w pokarm.
Wymiary średnie
- Długość ciała ok. 42–58 cm
- Rozpiętość skrzydła 20–22 cm
- Rozpiętość skrzydeł ok. 72–89 cm
- Masa ciała ok. 700–1100 g

## Biotop
Duże, słodkowodne, gęsto zarośnięte zbiorniki wodne jak żyzne jeziora w głębi lądu, stawy hodowlane, zbiorniki zaporowe, starorzecza lub cieki o leniwym prądzie. Preferuje te o dużej powierzchni i głębokości. Gnieździ się również na małych stawach, torfiankach i bagnach, choć kaczęta są wyprowadzane z nich na zbiorniki o większej powierzchni lustra. Licznie też gniazduje na wyspach. Jesienią i zimą widywana zwykle w dużych grupach na otwartych, dużych jeziorach. Często przebywa na otwartej wodzie, tam śpi i wypoczywa.

## Okres lęgowy

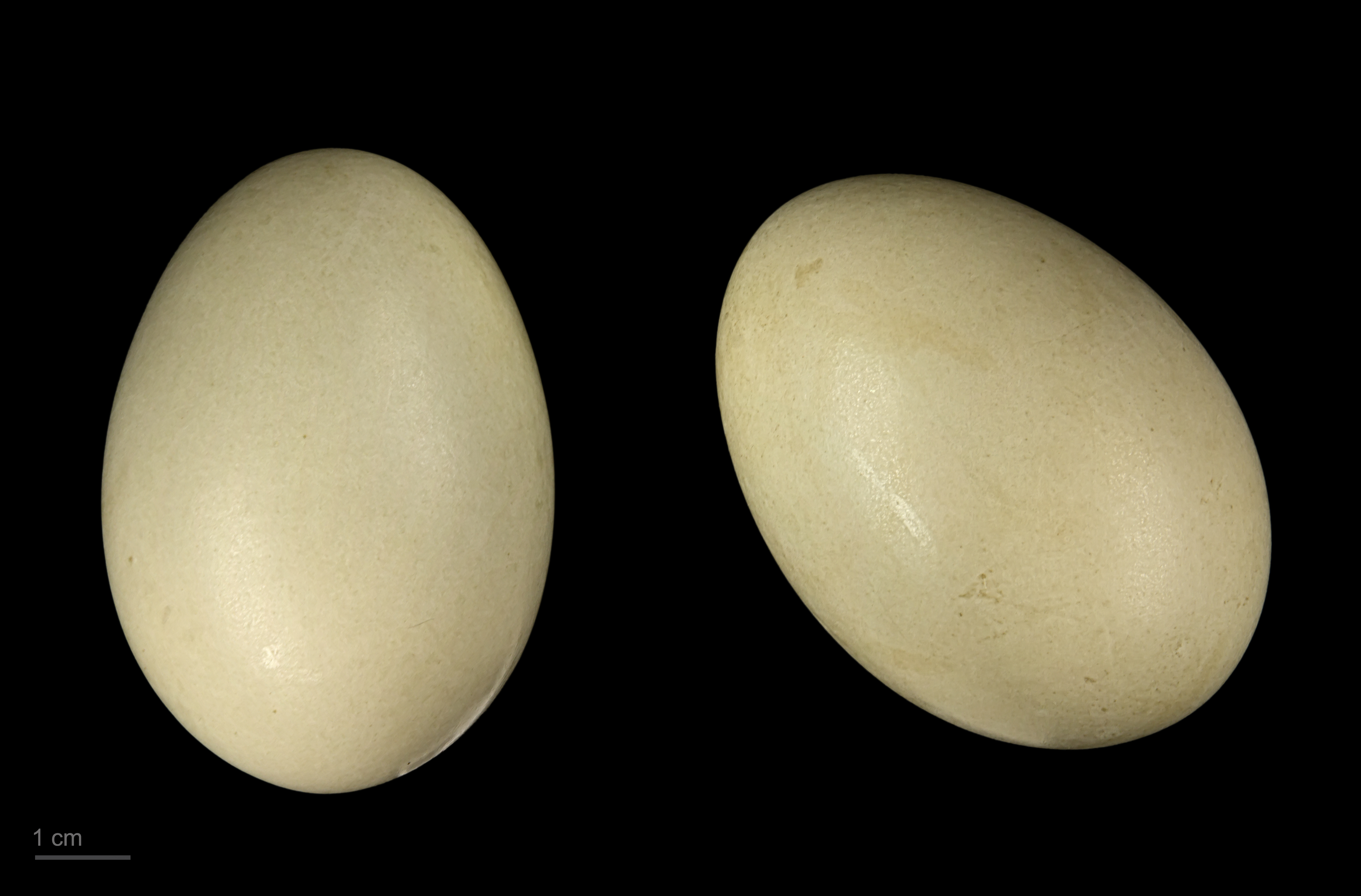
Jaja z kolekcji muzealnej

TokiNa lęgowiska przylatuje w marcu lub kwietniu stadami, choć pary dobierają się już na zimowisku. Toki, które tam się zaczynają (późną zimą), kończą się dopiero na lęgowisku. Są spokojniejsze niż u kaczek pływających. Kaczor pływa wokół samicy i kiwa głową, dotykając nią grzbietu, po czym wydyma szyję, wyciągając ją na wodzie. W okresie godowym samiec pogwizduje, a kaczka odzywa się chrapliwym „karr”. Pary są monogamiczne.
GniazdoNa lądzie, pod osłoną gęstej roślinności nadwodnej, zazwyczaj w pobliżu wody (często bezpośrednio nad nią) w turzycach, mannie, trzcinach, a także w roślinach, które są jej pokarmem. Stanowi go kopiec z roślinności, platforma unoszona na wodzie lub zagłębienie na lądzie. Wyścieła je puchem. Samica głowienki, podobnie jak i hełmiatki, przy dużym zagęszczeniu gniazd wysiaduje jaja w cudzych gniazdach lub siedzi poza nim. Samice mogą też w takich warunkach podrzucać sobie jaja. Głowienka jest jedną z najliczniejszych lęgowych kaczek. Chętnie gniazduje w pobliżu kolonii mew.
JajaW ciągu roku wyprowadza jeden lęg, składając w kwietniu – lipcu 6 do 12 zielonoszarych lub oliwkowych jaj o średnich wymiarach 62 × 44 mm i średniej masie 66 g. Skorupki są cienkie i wyglądają na tłuste. Ze względu na wzajemne podrzucanie sobie jaj, może ich być jednak w gnieździe do 20 sztuk (odnotowano nawet 35).
Wysiadywanie, pisklętaJaja wysiadywane są przez okres 24–28 dni przez samicę. W tym czasie nikną więzy między partnerami i dlatego rzadko można zobaczyć kaczora do końca wysiadywania jaj przy kaczce. Zagniazdownik, pisklęta usamodzielniają się po 50–55 dniach. Wprawdzie samica sama musi opiekować się dużą liczbą kacząt, to jednak nie karmi ich, bo same żerują. Sprawia to dość duży sukces rozrodczy. W puchu są oliwkowobrunatne i jasnożółte z żółtozielonymi plamkami.

## Pożywienie
Rośliny wodne wiosną i latem oraz drobne wodne zwierzęta jesienią i zimą, które, jako grążyca, zdobywa nurkując do 1,5–2,5 m. Są to przede wszystkim larwy owadów, ślimaki i małże. Żeruje głównie na mulistym dnie z podwodną roślinnością. Pod wodę może też sięgać, wyciągając szyję i zanurzając zarazem przednią część tułowia, tylna sterczy pionowo na taflą wody.

## Mieszańce
Głowienka może krzyżować się z innymi gatunkami kaczek np. z czernicą lub podgorzałką. Istnieje także mieszaniec głowienki i nieznanego gatunku kaczki określany w Przewodniku Collinsa jako nieznany mieszaniec podgorzałki i głowienki, podobny do głowienki preriowej.

## Status i ochrona
W skali globalnej od 2015 roku uznana jest za narażoną na wyginięcie – kategoria VU w Czerwonej księdze gatunków zagrożonych Międzynarodowej Unii Ochrony Przyrody (IUCN); wcześniej, od 1988 roku była klasyfikowana jako gatunek najmniejszej troski – LC. W 2012 roku liczebność światowej populacji szacowano na 1,95–2,25 milionów osobników. Zagraża jej utrata siedlisk lęgowych w wyniku intensywnej gospodarki stawowej, głównie pogłębienia stawów, niszczenia roślinności wynurzonej i likwidowania wysp.
W Polsce gatunek łowny od 1 września do 31 grudnia. Na Czerwonej liście ptaków Polski głowienka sklasyfikowana została jako gatunek narażony (VU). W latach 2013–2018 liczebność populacji lęgowej na terenie kraju szacowano na 2000–6000 par. Ze względu na notowany od kilkudziesięciu lat szybki spadek liczebności krajowej populacji głowienki (populacja lęgowa zmniejszyła się o około 80–90% pomiędzy 1980 a 2018 rokiem), Polski Komitet Krajowy Międzynarodowej Unii Ochrony Przyrody (IUCN) w maju 2019 r. przyjął uchwałę wzywającą do objęcia jej ścisłą ochroną gatunkową.